# Volta Ciclista Internacional a Lleida
La Volta Ciclista Internacional a Lleida (it Giro Ciclistico Internazionale di Lleida) era una corsa a tappe maschile di ciclismo su strada che si disputo nella provincia di Lleida, in Spagna, ogni anno nel mese di giugno. Dal 2005 al 2008 fece parte dell'UCI Europe Tour, con classe 2.2.

## Palmarès
Aggiornato all'edizione 2008.
| Anno    | Vincitore             | Secondo              | Terzo              |
| ------- | --------------------- | -------------------- | ------------------ |
| 1942    | Baltasar Tarrós       |                      |                    |
| 1943    | Baltasar Tarrós       |                      |                    |
| 1944    | Ramon Massano         |                      |                    |
| 1945    | Joan Calucho          |                      |                    |
| 1946    | Emilio Mediano        |                      |                    |
| 1947    | non disputata         |                      |                    |
| 1948    | Joan Calucho          |                      |                    |
| 1949-54 | non disputata         |                      |                    |
| 1955    | J. Casals             |                      |                    |
| 1956    | Lluís Gras            |                      |                    |
| 1957    | Andreu Carulla        |                      |                    |
| 1958    | Domingo Ferrer        |                      |                    |
| 1959    | Angelino Soler        |                      |                    |
| 1960-63 | non disputata         |                      |                    |
| 1964    | Sebastià Segú         |                      |                    |
| 1965    | Lluís Mayoral         |                      |                    |
| 1966    | Eugenio Lizarde       |                      |                    |
| 1967    | Joaquín Pérez         |                      |                    |
| 1968    | R. Iglesias           |                      |                    |
| 1969    | Antonio Martos        |                      |                    |
| 1970    | Josep Pesarrodona     |                      |                    |
| 1971    | Javier Mínguez        |                      |                    |
| 1972    | Juan Pujol Pagès      |                      |                    |
| 1973    | Ramón Medina          |                      |                    |
| 1974    | Jesús Líndez          |                      |                    |
| 1975    | Fernando Cabrero      |                      |                    |
| 1976    | José Luis Mayoz       |                      |                    |
| 1977    | Pedro Larrinaga       |                      |                    |
| 1978    | Francesc Sala         |                      |                    |
| 1979    | Antonio Coll          |                      |                    |
| 1980    | Jaime Vilamajó        |                      |                    |
| 1981    | Alex Debremaecker     |                      |                    |
| 1982    | Miguel Ángel Iglesias |                      |                    |
| 1983    | José Luis Navarro     |                      |                    |
| 1984    | José Luis Alonso      |                      |                    |
| 1985    | Emili García          |                      |                    |
| 1986    | José Luis Ruiz        |                      |                    |
| 1987    | José Pedrero          |                      |                    |
| 1988    | Dmitrij Ždanov        |                      |                    |
| 1989    | Vicente Aparicio      |                      |                    |
| 1990    | Fedor Gelin           |                      |                    |
| 1991    | Alberto Ortiga        |                      |                    |
| 1992    | Sergej Savinotščkin   |                      |                    |
| 1993    | Sergej Suleimanov     |                      |                    |
| 1994    | Manuel Beltrán        |                      |                    |
| 1995    | Eligio Requejo        |                      |                    |
| 1996    | Thierry Elissalde     |                      |                    |
| 1997    | Denis Men'šov         |                      |                    |
| 1998    | José Urea             |                      |                    |
| 1999    | Thorwald Veneberg     |                      |                    |
| 2000    | Miguel Alandete       |                      |                    |
| 2001    | Aleksandr Rotar       |                      |                    |
| 2002    | Jesús Ramírez         |                      |                    |
| 2003    | Javier Reyes          |                      |                    |
| 2004    | Antonio Arenas        |                      |                    |
| 2005    | Branislaŭ Samojlaŭ    | Pavel Brutt          | Vicente Peiró      |
| 2006    | Michail Ignat'ev      | Manuel Jesús Jiménez | Pavel Brutt        |
| 2007    | Francis De Greef      | Klaas Sys            | Alessandro Bisolti |
| 2008    | Lars Boom             | Carlos Andrés Ibáñez | Wout Poels         |